# Ђура Хорватовић
Ђорђе „Ђура“ Хорватовић (Нова Градишка, 17. јануар 1835 — Београд, 28. фебруар 1895) био је српски генерал и министар војни.
Из аустријске војске у чину поручника, прешао је у српску војску 1862. године. Истакао се у Првом српско-турском рату 1876—1877, у којем је као потпуковник командовао Књажевачком војском. Унапређен је у чин пуковника и преузео команду над 4. корпусом, чијим је делом у боју код Шуматовца напао десно крило турске војске и допринео победи српске војске.
У Другом српско-турском рату 1877—1878. године командовао је Тимочким кором, с којим је 24. децембра 1877. године заузео Белу Паланку, а четири дана касније у садејству са Шумадијским кором и Пирот. Ради одмора и лечења провео је 1879-1880. годину у Бечу, у тамошњој српској колонији и међу политичким емигрантима.
У периоду од 1881—1885. године био је посланик у Петрограду, а затим командант активне војске и њен министар 1886—1887. године.

## Порекло и рана каријера
Хорватовић је родом из Славоније, а потиче из једне личке официрске породице, чији корени сежу из Херцеговине. Његов отац, Стеван Хорватовић граничарски официр послао га је након свршетка основних школа у Градишки и реалке у Митровици у кадетску школу у Грацу, коју је завршио 4. маја 1852. године и био унапређен у први официрски чин пешадијског потпоручника. Као потпоручник и поручник, у са свом пуку службовао је у Италији, Влашкој, Галицији и Бечу.
Под руководством Илије Гарашанина и ступањем кнеза Михаила на престо, влада Кнежевине Србије је прибегла једном плану за који је веровала да ће решити проблем недовољног броја школованог официрског кадра који је тада био актуелан у војсци. Наиме, у њему је изнесено како треба да се придобију гранични официри за прелазак из аустријске у српску војску. Међутим, изложена начела за позивање и примање граничних официра у српску војску почела су да се примењују тек након кризе изазване турским бомбардовањем Београда 1862. г.
И тако је Хорватовић на властиту иницијативу, 1. новембра исте године, поднео оставку и уз помоћ мајора Антонија В. Орешковића (бившег граничарског официра) прешао у Србију, где је по жељи кнеза Михаила постављен за капетана на чело једне легије добровољаца, односно „Добровољачког кора“ (чији је командант био Орешковић) у Ваљеву. Поред тога, кнез га је, увидевши у њему ваљаног и честитог војника, држао неко време за свог ађутанта и више пута водио подуже разговоре с њим.
Када су се 1867. године по окрузима успостављала војна надлежагељства, Хорватовић је био одређен за капетана прве класе у Књажевцу.
| „ | Са свога челичнога карактера, Хорватовић беше јако омиљен у Књажевцу, па са тога ови захтеваху, да и даље остане у њиној средини, но без успеха. | ” |

После тога, по државној потреби премештен је у Јагодину.
Хорватовић је надаље служио по разним местима у Србији као бригадир у чину мајора. Доцније је у чину потпуковника служио у Књажевцу, Јагодини и Неготину.
| „ | Спрема и знање ових бригада, далеко је савршенија од других. У ове округе он је служио по два и три пута. Свагда је дочекиван с радошћу а испраћан са жалошћу што их оставља. | ” |

## Први српско-турски рат (1876—77)

### Јуриш на Бабину главу
Маја 1876. године, и поред неспремности у материјалном и војном погледу, Ратни савет Србије под руководством генерала Фрање Заха ипак је израдио ратни план. Према њему, предвиђено је да се удари на главнину непријатељских снага, које су се налазиле у долини Мораве. У складу с тим, целокупна армија подељена је на четири војске, од којих је Моравска под Черњајевом имала по плану да одигра одлучујућу улогу тако што би прешла границу, опсела Ниш и напредовала даље у правцу Беле Паланке, Пирота, Прокупља и Куршумлије. Та војска је пред почетак дејства подељена на четири колоне и две посебне групације (књажевачка војска и одред на Јанковој клисури).
Међутим, услед даљњег цепкања и дељења током напада, већ првог дана борби (2. јула) се видело да армија неће бити способна да обави главне стратешке циљеве — да опседне Ниш и освоји Прокупље и Топлицу, — те се морала повући на првобитне положаје код Алексинца. Једино су књажевачка војска предвођена потпуковником Ђуром Хорватовићем и одред на Јанковој клисури под капетаном Стеваном Биничким обавили свој посао ваљано.

#### Одвијање ситуације на Бабиној глави
Још по избијању рата, генерал Черњајев је наредио свом крајњем левом крилу, које је бројало 8 књажевачких батаљона, 1 ескадрон и 8 тешких четворофунташа (Ла Ит), под потпуковником Хорватовићем да заузме турско упориште на Бабиној глави и тиме отвори пут према Пироту. Дана 1. јула српска претходница је прешла границу, a већ следећег у 8 часова ујутру започет је напад. Међутим, земљана утврђења, подигнута југоисточно од видинског пута, на висовима око утврђене карауле Пандирала, била су енергично брањена, те су борбе вођене до 11 часова без икаквог исхода.
Ситуација се променила када је на бојиште пристигао пуковник Бекер са најистуренијом батеријом из колоне генерала Черњајева, a мало касније и овај сâм са главнином војске. Српском артиљеријском паљбом ућуткани су турски топови и један батаљон књажевачке бригаде је 4. јула око 2 сата поподне заузео шанчеве.
| „ | Генерал Черњајев познав у Хорватовића одличног војника, предложио га за пуковника, што је Његова Светлост [тј. кнез Милан Обреновић] утврдила а по одласку своме са Бабине Главе, био је његов и местозаступник на том делу војске. Од тог доба Хорватовић је био од меродавних чињеница у његовом савету. | ” |

Међутим, ти успеси нажалост нису били искоришћени до краја. Заморене трупе су тек сутрадан кренуле на марш према Белој Паланци и Пироту, али до њиховог ослобођења није дошло те су остали надаље у непријатељским рукама. У међувремену су стигле неповољне вести са централног фронта, што је принудило и Хорватовићеве јединице на повлачење. Дана 19. јула Срби су се суочили код Пандирала са надмоћнијом турском силом која је надирала преко Пирота и Бабине главе.

### Одбрана Књажевца
Непосредно након битке за Велики Извор, после које су Срби морали да пређу из офанзиве у дефанзиву, Турци су 22. јула на Тимоку кренули у наступање. Турске снаге бројале су 43 батаљона пешака, 12 батерија, 4 коњичка пука и 4.000 башибозука и Черкеза. Приморавши посаду са Грамаде да се повуче на Тресибабу, упутили су се на Књажевац...
| „ | ...и тако Хрватовић имађаше да брани пут у Књажевац, од пет пута јаче силе, и то не од 5 пута веће народне војске, већ низама, то ће рећи једне од најбољих европских армија. | ” |

Хорватовић је овако распоредио трупе за одбрану на Тресибаби. На десном крилу на фронту који гледа ка Миљковцу поставио је капетана Гргура Фрањића са 6 књажевачких батаљона с добровољцима, а налево 5 пожаревачких батаљона са 4 лака и 2 тешка топа, под командом потпуковника Лазе Јовановића. Он лично командовао је трупама које су се налазиле на центру: 2 књажевачка батаљона са 6 тешких и 4 лака четирифунтова топа.

#### Развој догађаја
- 1. августа у 9 часова ујутру Турци су ударили на Тресибабу. После сат времена борбе, свом силом су се обрушили на десно крило које је Хорватовић ојачао са своја два батаљона из резерве, а себи је узео два пожаревачка с левог крила, на коме је ионако била само канонада до подне. Око 11 часова Хорватовић је послао и задња два тешка топа у помоћ десном крилу, на којем се водила константна борба до 3 часова по подне. Око 2 часа Турци су захватили лево крило с бока тако да је српска батерија с тог крила морала сместа да одступи и борба се на њму наставила пушчаном ватром. Око 3 сата по подне стала се повлачити пешадија с левог крила, јер је нико није подржао. Повлачећи се друмом, повуче се у центар. Тога дана било је губитака са српске стране 124 мртва 376 рањених.[16]

О турским губицима пише Аустријанац Карл Мајерс, који је за време целог рата био у турској моравској војсци:
| „ | Отпор српских трупа тога дана од ране зоре беше много жилавији него што се надао Ахмед Ејуб-паша, и него што се могло очекивати према борби од прва два дана... Наши губици од Грамаде до Књажевца износе 50 мртвих и 180 рањених. | ” |

Увече истог дана Хорватовићевој момчади је у помоћ пристигао капетан Александар Протић са 4 браничевска батаљона и 4 тешка топа. Како их непријатељ с Тресибабе није гонио, Хорватовић је одмах приступио уређивању одбране Књажевца. Овако је изгледао распоред његових трупа:
Левим крилом на „Јевику“ је командовао поменути капетан Александар Протић са његовом пристиглом момчади. На десно крило постављен је М. Динић са књажевачком бригадом друге класе и са лаком батеријом. У општој резерви на „вашаришту“ стајао је капетан Фрањић са књажевачком бригадом прве класе и са једном тешком батеријом. Центар, који је био више „Ибишевог браника“ на „Главичици“, заузео је потпуковник Лаза Јовановић са пожаревачком бригадом и лаком батеријом.
- 2. августа није било никакве борбе. Тога дана је приспео мајор Аксентије Јаковљевић са 3 крагујевачка батаљона и два тешка топа заузевши место резерве, а Фрањић се са својима померио више удесно. Његова тешка батерија заузела је положај на „Подвигу“. Читав дан трупе су се укопавале на новим позицијама припремајући се тако за одсудан турски напад.[19] Истога дана Хорватовића су телеграфисали из телеграфске штације у Оризишту, питавши га какво је стање на фронту. Он им је на то смело одговорио:

| „ | Желим вам бољу срећу, но што је мени у део пала. | ” |

Међутим, Турци су се пред Књажевцем одмарали не један, већ пуна три дана, што су искористили поменути капетан Протић и мајор Јаковљевић и пристигли са својим људима (15.000 њих) Хорватовићу у помоћ.
Ипак, однос снага је мање-више остао исти (према речима В. Ђорђевића, 5:1 у турску корист), јер је Турцима у међувремену дошла испомоћ — читава дивизија Сулејман-паше. И уместо да му пошаљу неку обилату помоћ која би спасла Књажевац и евентуално истерала Турке, у Главном штабу је одлучено да се с обе моравске обале „демонстрира“ против Ниша. А уочи самог оног дана, када је пао Књажевац, хтела се предузети једна јака „диверзија“ преко Св. Аранђела да би се појавили иза леђа Ахмед Ејуб-паши, али то се само хтело...
| „ | Међу тим док је главнокомандујући [генерал Черњајев] правио брану испод чесме у Св. Аранђелу, док је Аксентије [његов посилни] простирао ћилим, и док се спремао онај велики историјски ћевап, дотле се свршавала очајна борба једнога против шесторице, у тим тренуцима се решавала судбина не само вароши Књажевца, него и Зајечара, дотле је изгубљена битка, која је Турцима дала целу тимочку долину, и отворила врата у Србију. | ” |

- 3. августа у 10 сата ујутру Турци су свим снагама ударили на центар српске одбране код Књажевца. Убрзо се на том месту отворила јака артиљеријска и пушчана ватра, која је трајала све до саме ноћи, међутим, без икаквих одсудних резултата.[26]

Пошто је тог дана десно крило српске војске било поштеђено од напада, један његов батаљон је притекао центру у помоћ. Сем њега, и тешка батерија с Фрањићевог положаја узела је учешће у борби поред пожаревачке лаке батерије која је дејствовала из центра.
Међутим, како се на крају испоставило, све ово на центру је био само привидан напад.
- 4. августа у 13 часова Турци су ударили са 12 батаљона на српско лево крило, што је приморало артиљерију на том положају да се повуче на брдо „Јовик“. Борба је трајала до самог мрака, оставивши обе стране на положајима на којима их је мрак затекао. Те ноћи Хорватовић је издао наређење А. Јовановићу да оде на лево крило, што је овај и учино појачавши га тако са пет батаљона (3 крагујевачка, 1 књажевачки и 1 пожаревачки), са једном тешком батеријом и са половином једне лаке.[26]

Исте те ноћи, између 4. и 5. августа, Хорватовић је примио депешу од главокомандујућег генерала Черњајева, у којој се овај обавезује да ће „са повећом масом пешака и знатним бројем артиљерије да нападне Турке с леђа преко Дервента.“
Та вест се одмах саопштила целој војсци, изазвавши безгранично одушевљење, које је описао један од очевидаца чије речи преноси др Владан Ђорђевић, такође учесник у овим ратним збивањима као шеф санитета:
| „ | Војници, који беху већ клонули и телесно и морално, после шестодневне очајне борбе, сад на ново оживеше, заборавише на све претрпељене јаде, и одушевљено обрицаше да ће се сутра тући до последње капи крви... Одушевљење у војсци, које настаде кад се сазнало за генералову депешу, беше тако велико, да пуковник Хрватовић реши исте ноћи [тј. 4. на 5. август], да се сутра не чека непријатељски напад, него заповеди да наша војска пође напред, да нападне на целој линији. | ” |

- 5. августа у 8½ часова ујутру целокупна војска књажевачке одбране напала је Турке на свим тачкама и успела је да дуж целе линије потисне непријатеља. Левом српском крилу је пошло је за руком да ућутка турску артиљерију на два њена положаја и уз то да отме противнику шанац. На центру су српске трупе истисле непријатеља из шуме и заузеле прве висове на путу ка Тресибаби. И на десном крилу је постигнут какав-такав успех. Непријатељ је испрва био потиснут, међутим, након сат и по времена борбе добровољци су кренули да одступају. То држање поколебало је и остале пешаке на том крилу, те су се и они дали у одступање. Напослетку се и центар повукао са положаја који је заузео пре подне вративши се на јутрошње позиције.[28]

У међувремену су се Турци регруписали и ударили са 8-9 батаљона у циљу да продру кроз центар српске војске и да друмом уђу у Књажевац, али пошто им то није успело, око 5 сата поподне обрушили су се на десно крило. Најпре су то крило изложили дејствовању целокупне своје артиљерије, да би онда извршили јуриш на њ главном масом својих пешака, и тако га потисли и заузели „Главицу“. Видевши како стање стоји на том делу, Хорватовић је одмах издвојио од левог крила три тешка топа и послао их на центар у намери да поврати поменуто узвишење. Међутим, то се није дало извести, јер су војници били поколебани и изнурени, а што је горе сматрали су се изневерени: већ је пао мрак, а од Черњајева обећаног напада ни трага ни гласа.
Искористивши мрак, Турци су се прикрали српским предстражама и изненада припуцали на њих најсилније, што је тако збунило српску војску да се она стала у нереду повлачити. Упркос насталој ситуацији, Хорватовић се показао на висини свога положаја. Лично је преузео водити један пожаревачки батаљон и одвео га на „Главицу“ 80 корака испред Турака заметнувши с њима бој. На тај начин он је дао могућност осталим трупама са центра да се прикупе пред самим уласком у Књажевац.
И поред свих тих уложених напора, варош није било могуће даље држати. Трупе су до крајности биле исцрпљене, центар скроз проваљен, непријатељ се налазио на 1.500 корака од одступнице к Бањи. Осим тога, ваљало се постарати и за артиљерију на „Јевику“ која је имала један једини мост у вароши за свој прелаз на леву обалу Тимока.
Није било избора, и Хорватовић је морао да се помири с тим, те је стога у 23 часова издао заповест за опште повлачење. После пола ноћи Књажевац је био евакуисан.
Већ поменути очевидац даје следећу оцену о одбрани Књажевца:
| „ | Ја мислим да нећу претерати ако речем да је борба пред Књажевцем, једна од најсјајнијих у овоме рату. Војска се борила с доста пожртвовања и храбрости; коморџије и занатлијске чете уведене су у борбу, грађани и старци из Књажевца који беху ослобођени по годинама од службе у народној војсци, ступише драговољно у редове своје војске; резерве и потпоре истрошише се; нико се у борби није могао смењивати; оба последња дана не беше ни помена о јелу, сваки је само гледао да има доста муниције. Један се Србин у тој борби имао да бори против 6-8 Турака; сваки пети војник беше нам или мртав или рањен, дакле hors de combat, па при свем том седмога дана ми нападамо на целој линији и потискујемо донекле непријатеља, надајући се да ће генерал Черњајев напасти на Турке с леђа. Како тај напад изостаде, сваки је јавно гунђао о превари. | ” |

## Бој на Шуматовцу
После неколико дана константних и жестоких борби, Турци су приморали пуковника Хорватовића да се повуче из Књажевца, чијим падом су били угрожени одбрамбени положаји око Зајечара.
Књажевачке трупе под вођством Хорватића повукле су се у правцу Алексинца, а зајечарске заједно са посадом из Вратарнице преко Планинице и Грлишта ка Бољевцу.
Међутим, након што је и Зајечар пао, извршено је прегруписање српских трупа, што је довело до спајања Тимочке и Моравске војске под јединствену команду генерала Черњајева. Исто тако, и Турци су прибегли прегруписању своје војске, те је неколико дана прошло у затишју.
У Београду се тих дана разматрала понуда великих сила у посредовању за примирје и мир. Таман када је недоумица кулминирала, Моравско-тимочка војска на утврђеним положајима на десној обали Јужне Мораве била је притиснута јаком турском навалом. Српска војска усредсредила се на положају Делиград-Алексинац под заповедништвом Черњајева: на левом крилу код Бање и Клисуре налазио се Хорватовић, а на десном Лазар Чолак-Антић, који је бранио пролазе у крушевачку долину. Добро утврђени, они су одолевали три дана (19 — 23. августа) силовитим турским налетима.
Турке је водио маршал Ахмед-Ејуб паша. На преображење, они су ударили на лево српско крило. Заденула се борба која је вођена током целог дана, међутим без одсудног успеха по Турке. Идућег дана поново су покушали да са десне обале Мораве савладају леву, што би им засигурно и успело да нису код Тешичког кланца наишли на жесток отпор у којем је живот изгубило њих 1.100.
Дана 23. августа Турци су још једном ударили свом снагом на српске положаје, наваливши прво на Пруговац, који су савладали тек другог дана након очајних борби, а онда и на Шуматовац. У тој одсудној навали, до ногу их је потукла српска војска, те су били принуђени да се повуку иза Катунског брда. Турака је у овом боју изгинуло више од 1.500.
Исти тај дан, Хорватовићева момчад је дебуширала из шуме и са висова изнад Рсавца. Како преноси др В. Ђорђевић, непосредни очевидац тог догађаја:
| „ | Да је когод што рекао оно вече, многи би „штабни“ зинули од чуда... | ” |

Наиме, до 23. августа Хорватовићеве трупе су се одмарале у књажевачкој клисури. Чувши у међувремену да су се Турци повукли из Књажевца, пуковник Хорватовић је предложио главнокомандујућем г. Черњајеву да заузму опет књажевачки округ и тамо распореде своје трупе ради наступања. Овај му је то одобрио, те је истога дана Књажевац враћен под српску контролу.
После овог жестоког боја, Черњајев је кренуо у наступање, напавши у зору 28. августа турске снаге између Добрујевца и Катуна. Тек када се удружио са Али-Сајибом, Ејуб-паша се супротставио Черњајеву. Започет је најжешћи бој до сада. Ејуб-паша је веровао да му не прети никаква опасност из правца Књажевца. Међутим, смели и окретни Хорватовић био је од Тресибабе извршио изванредни марш продревши према Рсавцу и Св. Стевану, те је тако ударио Турке с бока, изложивши их притом двема ватрама: својој и Черњајевој. Нашавши се у назавидном положају, Ејуб-паша је закључио да је најбоље да се повуче на леву обалу Мораве.
У шестодневној бици Срби и Руси су имали мртвих 9 официра и 371 војника и рањених 38 официра и 1.195 војника. Турци су претрпели још веће губитке.
Хорватовић је умро 1895. у Београду, сахрањен је на Новом гробљу.

## Галерија
- Хорватовић као капетан војске Кнежевине Србије.
1872. године.
- Хорватовић као пуковник војске Кнежевине Србије.
1876. године.
- Хорватовић као пуковник војске Кнежевине Србије.
1877. године.
- Јосиф Ј. Маринковић је компоновао (1877) „Хорватовићев марш“ у част војних подвига Хорватовића.
- Хорватовић као пуковник војске Кнежевине Србије,
1878. године.
- Хорватовић као пуковник војске Кнежевине Србије.
1878. године.
- Хорватовић као пуковник војске Кнежевине Србије.
1878. године.
- Хорватовић, као пуковник војске Кнежевине Србије.
1878. године.
- Хорватовић као пуковник војске Кнежевине Србије.
1878. године.
- Хорватовић као пуковник војске Кнежевине Србије.
1878. године.
- Хорватовић, као генерал војске Краљевине Србије.
1885. године.
- Хорватовић, као генерал војске Краљевине Србије.
око 1890. године.
- Хорватовић као генерал војске Краљевине Србије.
око 1892. године.
- Нараменица са мундира пуковника Хорватовића.